# Katastrofa lotnicza premiera Francisca Sa Carneiry

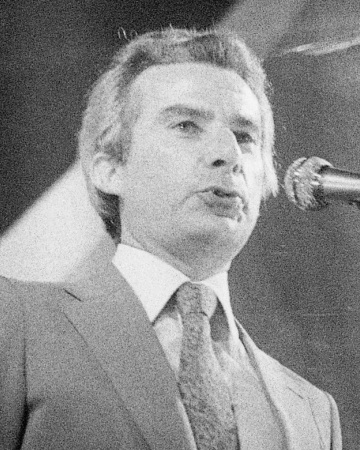
Premier Portugalii Francisco Sá Carneiro

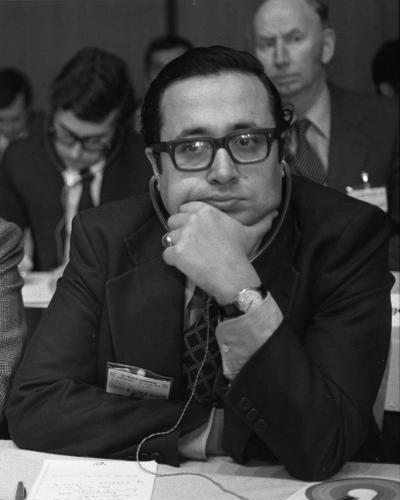
Minister Obrony Narodowej Portugalii Adelino Amaro da Costa

Katastrofa lotnicza premiera Francisca Sa Carneiry – katastrofa lotnicza, do której doszło 4 grudnia 1980 w Portugalii. Zginęło 7 osób (5 pasażerów i 2 członków załogi), wszystkie osoby, które znajdowały się na pokładzie. Wśród ofiar znaleźli się m.in. premier Portugalii Francisco Sá Carneiro i minister obrony narodowej Adelino Amaro da Costa.

## Tło
Premier Sá Carneiro i minister Amaro da Costa lecieli na wiec wyborczy trzy dni przed wyborami prezydenckimi w Portugalii w 1980 r., aby wesprzeć kandydata Sojuszu Demokratycznego (AD) Antónia Soaresa Carneirę.

## Wypadek
Samolot rozbił się nad dzielnicą Fontaínhas krótko po starcie z lotniska w Lizbonie. Świadkowie widzieli, jak samolot ciągnął za sobą szczątki, zanim uderzył w linie wysokiego napięcia i rozbił się w kuli ognia.

## Dochodzenie
Wstępne dochodzenie przeprowadzone przez Krajowy Urząd Lotnictwa Cywilnego (ANAC) wykazało, że przyczyną wypadku był brak paliwa w jednym ze zbiorników. Końcowy raport policji z 1981 r. nie uwzględniał działań przestępczych.
Parlament portugalski powołał 10 komisji śledczych w celu zbadania przyczyn i okoliczności śmierci 7 osób w katastrofie z 1980 roku.
W 2002 r. komisja stwierdziła, że przyczyną katastrofy było przypadkowe wyłączenia lewego silnika, niewłaściwe użycie klap podczas startu, nieustawienie śmigła lewego silnika w pozycji widłowej i wyłączenie środka ciężkości samolotu.
W 2006 roku były agent bezpieczeństwa José Esteves przyznał, że wyprodukował ładunek wybuchowy przeznaczony do ataku na samolot. Powiedział, że intencją było spowodowanie pożaru przed startem, umożliwiając pasażerom bezpieczną ewakuację, ale dając „ostrzeżenie” kandydatowi na prezydenta António Soaresowi Carneiro.
Końcowy raport X Parlamentarnej Komisji Śledczej do Spraw Tragedii w Camarate potwierdza teorię o ataku i wskazuje na „luki” w działaniach Policji Sądowej i Prokuratury Generalnej. „Do katastrofy samolotu w Camarate w nocy 4 grudnia doszło w wyniku zamachu” – stwierdzono w końcowych wnioskach tekstu, którego sprawozdawcą był socjaldemokrata Pedro do Ó Ramos.